# 세브린 반덴앵드
세브린 안마리 반덴앵드(프랑스어: Séverine Anne-Marie Vandenhende, 1974년 1월 12일~)는 프랑스의 유도 선수, 지도자이다. 2000년 하계 올림픽 하프미들급 금메달을 획득하였다.

## 경력
플랑드르계로 1974년 노르주의 드시에서 태어났다. 1991년에 프랑스 청소년 유도 국가대표로 발탁되었고, 같은 해 11월에 핀란드 피엑새매키에서 열린 1991년 유럽 주니어 선수권 대회에서 하프미들급 7위를 기록했다. 1992년 10월에는 아르헨티나 부에노스아이레스에서 열린 1992년 세계 주니어 선수권 대회에서 헝가리의 너지 주저와 함께 대한민국의 전현희와 네덜란드의 데보라 흐라벤스테인의 뒤를 이어 동메달을 획득했으며, 11월에 이스라엘 예루살렘에서 열린 1992년 유럽 주니어 선수권 대회에서 흐라벤스테인의 뒤를 이어 은메달을 획득했다.
1997년 10월 파리에서 열린 1997년 세계 선수권 대회에 참가하여 미국의 셀리타 슈츠, 일본의 기타즈메 히로코, 중화인민공화국의 친위잉, 스페인의 사라 알바레스, 벨기에의 헬라 판데카베이어를 차례로 꺾으며, 우승을 차지했다. 2000년 9월 오스트레일리아 시드니에서 열린 2000년 하계 올림픽에 프랑스 국가대표로 참가하여 라이트미들급 결승전에서 중화인민공화국의 리수팡을 꺾고 금메달을 획득하였다.
현역 은퇴 후에는 지도자로 활동하고 있다.